# Heinkel He 343
Heinkel He 343 là một đề án máy bay ném bom 4 động cơ phản lực của Đức.

## Thiết kế và phát triển
Đây là một thiết kế của hãng Ernst Heinkel Flugzeugwerke, nó được khởi động vào đầu năm 1944. 20 chiếc đã được đặt hàng. Để rút ngắn thời gian phát triển và sử dụng lại các bộ phận hiện có, thiết kế tổng thể của nó dựa theo Arado Ar 234. Nó sẽ trang bị động cơ Junkers Jumo 004 hoặc Heinkel HeS 011.
DFS cũng tham gia đề án và tạo ra đề án có tên gọi P1068. Cuối năm 1944, các kỹ sư của Heinkel đã gần hoàn thành công việc, các bộ phận của mẫu thử He 343 đang được chế tạo hoặc đã hoàn thành, nhưng đề án đã bị hủy bỏ do bởi quân đội ưu tiên cho Chương trình Tiêm kích Khẩn cấp.
4 phiên bản dự kiến là: phiên bản ném bom A-1, trinh sát A-2, tiêm kích hạng nặng A-3 và B-1 Zerstörer ("Destroyer").
Liên Xô đã nghiên cứu kế hoạch mà họ tìm thấy được. Sử dụng một kế hoạch và ý tưởng để làm cơ sở cho việc phát triển Ilyushin Il-22, một mẫu thử của Il-22 đã được chế tạo. Các kết quả thử nghiệm đã được dùng để phát triển Ilyushin Il-28.

## Tính năng kỹ chiến thuật (He 343A-1)
Dữ liệu lấy từ Luftwaffe Secret Projects (vol.2): Strategic Bombers 1935–1945

### Đặc điểm riêng
- Tổ lái: 2
- Chiều dài: 16,50m (54 ft 1½in)
- Sải cánh: 18,00m (59 ft 0½in)
- Chiều cao: 5,35m (17 ft 6½in)
- Diện tích cánh: 42,45m2 (457ft2)
- Trọng lượng có tải: 19.550 kg (43.088 lb)
- Động cơ: 4 động cơ tuabin Heinkel HeS 011

### Hiệu suất bay
- Vận tốc cực đại: 910 km/h (565 mph)
- Tầm bay: 2.800 km (1.739 dặm)

### Vũ khí
- Mang tới 3.000 kg (6.612 lb) bom.